# Rangers F.C.
Rangers Football Club škotski  je nogometni klub iz Glasgowa. Rangers je 55 puta osvajao domaće prvenstvo, što je svjetski rekord, te je osvojio najviše trofeja od svih klubova. 
Klub domaće utakmice igra na stadionu Ibroxu u jugozapadnom Glasgowu. 
Danas puno internacionalaca igra u Rangersu i različitih su vjeroispovijedi iako je klub tradicionalno poistovjećen s protestantima. Od tuda je i izraženo rivalstvo s gradskim suparnikom Celticom, koji je tradicionalno povezan s katolicima. Suparništvo između ta dva kluba jedno je od najpoznatijih na svijetu te se utakmice između njih nazivaju Old Firm.
Nadimak kluba je Teddy Bears (medvjedići), jer se rimuje s Gers (skraćeno od Rangers).  Iako je pravo ime kluba Rangers F.C., često ga se naziva Glasgow Rangers.

## Menadžeri
Popis klupskih menadžera od 1899.
| Ime             | Nacionalnost | Razdoblje | Liga | Coppa | Liga Kup | UEFA | Ukupno |
| --------------- | ------------ | --------- | ---- | ----- | -------- | ---- | ------ |
| William Wilton  | Škotska      | 1899-1921 | 8    | 1     | —        | —    | 9      |
| Bill Struth     | Škotska      | 1921-1954 | 18   | 10    | 2        | —    | 30     |
| Scot Symon      | Škotska      | 1954-1967 | 6    | 5     | 4        | —    | 15     |
| David White     | Škotska      | 1967-1969 | 0    | 0     | 0        | 0    | 0      |
| William Waddell | Škotska      | 1969-1972 | 0    | 0     | 1        | 1    | 2      |
| Jock Wallace    | Škotska      | 1972-1978 | 3    | 3     | 2        | 0    | 8      |
| John Greig      | Škotska      | 1978-1983 | 0    | 2     | 2        | 0    | 4      |
| Jock Wallace    | Škotska      | 1983-1986 | 0    | 0     | 2        | 0    | 2      |
| Graeme Souness  | Škotska      | 1986-1991 | 3    | 0     | 4        | 0    | 7      |
| Walter Smith    | Škotska      | 1991-1998 | 7    | 3     | 3        | 0    | 13     |
| Dick Advocaat   | Nizozemska   | 1998-2001 | 2    | 2     | 1        | 0    | 5      |
| Alex McLeish    | Škotska      | 2001-2006 | 2    | 2     | 3        | 0    | 7      |
| Paul Le Guen    | Francuska    | 2006-2007 | 0    | 0     | 0        | 0    | 0      |
| Walter Smith    | Škotska      | 2007-2011 | 3    | 2     | 3        | 0    | 8      |
| Ally McCoist    | Škotska      | 2011-2014 | 2    | 0     | 0        | 0    | 2      |
| Mark Warburton  | Engleska     | 2015-2017 | 1    | 0     | 0        | 0    | 1      |
| Pedro Caixinha  | Portugal     | 2017      | 0    | 0     | 0        | 0    | 0      |
| Graeme Murty    | Škotska      | 2017-2018 | 0    | 0     | 0        | 0    | 0      |
| Steven Gerrard  | Engleska     | 2018-     | 1    | 0     | 0        | 0    | 1      |

Razdoblja srednji treneri su Willie Thornton (2  utkakmice 1969) Tommy McLean (4 utakmice u 1983.), Ian Durrant (1 utakmica u 2007.) i Graeme Murty (6 utakmica 2017).

## Klupski kapetani
| Ime              | Razdoblje                        |
| ---------------- | -------------------------------- |
| Tom Vallance     | 1876-1882                        |
| David Mitchell   | 1882-1894                        |
| John McPherson   | 1894-1898                        |
| Robert Hamilton  | 1898-1906                        |
| Robert Campbell  | (Četiri godine između 1906-1916) |
| Tommy Cairns     | 1916-1926                        |
| Bert Manderson   | 1926-1927                        |
| Tommy Muirhead   | 1927-1930                        |
| David Meiklejohn | 1930-1938                        |
| Jimmy Simpson    | 1938-1940                        |
| Jock Shaw        | 1940-1957                        |
| George Young     | 1953-1957                        |
| Ian McColl       | 1957-1960                        |
| Eric Caldow      | 1960-1962                        |
| Bobby Shearer    | 1962-1965                        |
| John Greig       | 1965-1978                        |
| Derek Johnstone  | 1978-1983                        |
| John McClelland  | 1983-1984                        |

| Ime              | Razdoblje |
| ---------------- | --------- |
| Craig Paterson   | 1984-1986 |
| Terry Butcher    | 1986-1990 |
| Richard Gough    | 1990-1997 |
| Richard Gough    | 1997-1998 |
| Brian Laudrup    | 1997      |
| Lorenzo Amoruso  | 1998-2000 |
| Barry Ferguson   | 2000-2003 |
| Barry Ferguson   | 2005-2007 |
| Barry Ferguson   | 2007-2009 |
| Craig Moore      | 2003-2004 |
| Stefan Klos      | 2004-2005 |
| Gavin Rae        | 2007      |
| David Weir       | 2009-2012 |
| Steven Davis     | 2012      |
| Carlos Bocanegra | 2012      |
| Lee McCulloch    | 2012-2015 |
| Lee Wallace      | 2015–2018 |
| James Tavernier  | 2018-     |

## Trofeji

#### Škotska liga
- Škotska liga 
  - prvak (55): 1891., 1899., 1900., 1901., 1902., 1911., 1912., 1913., 1918., 1920., 1921., 1923., 1924.,  1925., 1927., 1928., 1929., 1930., 1931., 1933., 1934., 1935., 1937., 1939., 1947., 1949., 1950., 1953., 1956., 1957., 1959., 1961., 1963., 1964., 1975., 1976., 1978., 1987., 1989.,  1990., 1991., 1992., 1993., 1994., 1995., 1996., 1997.*, 1999., 2000., 2003., 2005., 2009., 2010., 2011., 2021.
* Izjednačen rekord Celtica od devet uzastopnih naslova prvaka (poznat kao "9-in-a-row")
  - doprvak (36): 1893., 1896., 1898., 1914., 1916., 1919., 1922., 1932., 1936., 1948., 1951., 1952., 1953., 1958., 1962., 1966., 1967., 1968., 1969., 1970., 1973., 1977., 1979., 1998., 2001., 2002., 2004., 2007., 2008., 2012., 2019., 2020., 2022., 2023., 2024.

#### Škotska liga - niži rangovi
- Škotsko Prvenstvo (II. rang)
  - prvak: 2016.
- Škotska Liga 1 (III. rang)
  - prvak (1): 2014.
- Škotska Treća divizija (IV. rang) 
  - prvak (1): 2013.

#### Kupovi
Kup pobjednika kupova:
- pobjednik: 1972.
- finalist: 1961., 1967.

UEFA Europska liga / Kup UEFA / Kup velesajamskih gradova:
- Finalist (2): 2007./08., 2021./22.
- Polufinalist (1): 1969./70.

Europski superkup:
- Finalist (1): 1972.

Liga prvaka / Kup prvaka:
- Polufinalist (1): 1960
- Sudionik grupne faze (11): 1992/93., 1995/96., 1996/97., 1999/00., 2000/01., 2003/04., 2004/05., 2005/06., 2007/08., 2009/10., 2010/11.

Škotski kup:
- Prvak (34): 1894., 1897., 1898., 1903., 1928., 1930., 1932., 1934., 1935., 1936., 1948., 1949., 1950., 1953., 1960., 1962., 1963., 1964., 1966., 1973., 1976., 1978., 1979., 1981., 1992., 1993., 1996., 1999., 2000., 2002., 2003., 2008., 2009., 2022.
- Finalist (19): 1877., 1879., 1899., 1904., 1905., 1921., 1922., 1929., 1969., 1971., 1977., 1980., 1982., 1983., 1989., 1994., 1998., 2016., 2024.

Škotski Liga kup:
- Prvak (28): 1947., 1949., 1961., 1962., 1964., 1965., 1971., 1976., 1978., 1979., 1982., 1983., 1984., 1987., 1988., 1990., 1992., 1993., 1996., 1998., 2002., 2003., 2005., 2008., 2010., 2011., 2024.
- Finalist (10): 1952., 1958., 1966., 1967., 1983., 1990., 2009., 2020., 2023., 2025.

Challenge Cup:
- Prvak (1): 2016.
- Finalist (1): 2014.

Drybrough Cup:
- Prvak (1): 1979.
- Finalist (1): 1974.

Britanski liga-kup:
- Finalist (1): 1902.

Engleski FA kup:
- Polufinalist (1): 1887.

### Natjecanja za vrijeme II. svjetskog rata
- Ratno prvenstvo
  - prvak: 1940.

- Ratna liga - Zapadna divizija
  - prvak: 1940.

- Southern Football League
  - prvak: 1941., 1942., 1943, 1944., 1945., 1946.

- Southern League Cup
  - pobjednik: 1941., 1942., 1943., 1945.
  - finalist: 1944., 1946.

- North Eastern Football League
  - prvak: 1941. (jesen), 1942.(proljeće)
  - doprvak: 1944. (proljeće)
  - Igrano s drugom momčadi

- North Eastern Football League Cup
  - pobjednik: 1943. (jesen), 1944. (proljeće)
  - Igrano s drugom momčadi

### Lokalne lige i kupovi
- Liga Glasgowa (Glasgow League)
  - prvak: 1896., 1898.

- Kup Glasgowa (Glasgow Cup)
  - pobjednik: 1893., 1894., 1897., 1898., 1900., 1901., 1902., 1911., 1912., 1913., 1914., 1918., 1919., 1922., 1923., 1924., 1925., 1930., 1932., 1933., 1934., 1936., 1937., 1938., 1940., 1942., 1943., 1944., 1945., 1948., 1950., 1954., 1957., 1958., 1960., 1969., 1971., 1975., 1976., 1979., 1983., 1985., 1986., 1987., 2009., 2010., 2012., 2013.
  - finalist: 1888., 1895., 1899., 1905., 1908., 1910., 1916., 1927., 1928., 1931., 1935., 1941., 1953., 1955., 1956., 1959., 1970., 1982., 2008., 2011., 2014., 2015., 2016.
  - Uglavnom igrano s rezervnom ili omladinskom momčadi

- Glasgow Merchants' Charity Cup
  - pobjednik:  1879., 1897., 1900., 1904., 1906., 1907., 1909., 1911., 1919., 1922., 1923., 1925., 1928., 1929., 1930., 1931., 1932., 1933., 1934., 1939., 1940., 1941., 1942., 1944., 1945., 1946., 1947., 1948., 1951., 1955., 1957., 1960.
  - finalist: 1877., 1880., 1881., 1883., 1892., 1893., 1895., 1898., 1899., 1913., 1915., 1921., 1924., 1927., 1936., 1938., 1940., 1950., 1954., 1958.

## Vanjske poveznice
- Službene stranice